# Корнвестгайм
Корнвестгайм (нім. Kornwestheim) — місто в Німеччині, знаходиться в землі Баден-Вюртемберг. Підпорядковується адміністративному округу Штутгарт. Входить до складу району Людвігсбург.
Площа — 14,64 км2. Населення становить 33 743 особи. (станом на 31 грудня 2020).